# Albrecht Pagenstecher

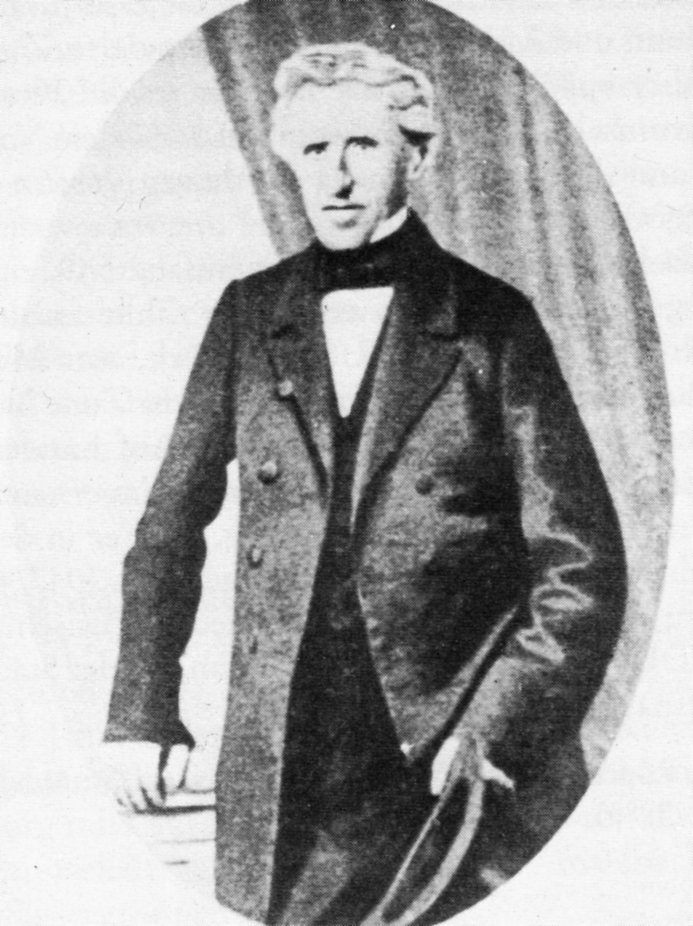
Albrecht Pagenstecher um 1861

Albrecht Pagenstecher (* 17. November 1800 in Osnabrück; † 17. Juni 1863 in Osnabrück) war Stadtrichter und Stadtsyndikus von Osnabrück.

## Leben
Pagenstecher studierte Jura in Göttingen und Berlin und promovierte zum Dr. jur. Er ließ sich zunächst als Rechtsanwalt in Osnabrück nieder. Wenngleich er 1827 bei der Bewerbung um die Stelle eines Stadtrichters den Vorzug vor Johann Carl Bertram Stüve erhielt, begann doch ab 1833 nach dessen Wahl zum Verwaltungsbürgermeister eine enge Freundschaft. An Stüves Seite nahm er regen Anteil an den Verfassungskämpfen gegen König Ernst August von Hannover und entlastete ihn bei seinen Verwaltungsaufgaben. Als nach der Berufung Stüves zum hannoverschen Innenminister (1848) die Position des Verwaltungsbürgermeisters vakant blieb, übernahm Pagenstecher die Vertretung des Amtes. Im Jahre 1852 wurde er zum Stadtsyndikus gewählt. Als Vorsitzender der Krankenhauskommission, der er seit 1833 angehörte, setzte er sich für den Neubau des Stadtkrankenhauses ein und bemühte sich während der Cholera-Epidemie von 1859 um eine angemessene Unterbringung und Pflege der Kranken. Daneben galt sein Interesse seiner früheren Schule, dem Ratsgymnasium. Sein Cousin war der Bergwerksdirektor Johann Rudolf Pagenstecher. Die Pagenstecherstraße in Osnabrück ist nach ihm benannt. Seine Grabstätte befindet sich auf dem Hasefriedhof.